# Сребраковский, Александр
Александр Сребраковский (пол. Aleksander Srebrakowski; род. 1961 во Вроцлаве) — польский историк, специализирующийся на истории Восточной Европы и истории польской диаспоры в мире. Преподаватель Вроцлавского университета.

## Биография
Окончил Вроцлавский Университет (пол. Uniwersytet Wrocławski) в 1989 году. После получения степени магистра начал работать в этом университете. В 1999 году получил ученую степень доктора исторических наук. Является членом польско-литовской комиссии по учебникам, действующей в рамках сотрудничества между Министерством образования Польши и Литвы.
Предметом его исследований является история Восточной Европы, в особенности история Вильнюса и Литвы, а также история поляков в мире.
Помимо книг и статей, является автором документальных исторических фильмов и исторических выставок.

## Награды
- Кавалер Ордена Возрождения Польши (2024)
- Крест свободы и солидарности (2024)

### Подборка статей А. Сребраковского
http://wnhip.uni.wroc.pl/Instytut-Historyczny/Strefa-studenta/Czytelnia-on-line

### Фильмы А.Сребраковского
http://www.filmpolski.pl/fp/index.php?osoba=419042